# فهرست شخصیت‌ها، مکان‌ها و رویدادهای افسانه‌ای یونان باستان
در این صفحه فهرستی از شخصیت‌ها، مکان‌ها و رویدادهای افسانه‌ای یونان باستان را می‌بینید. با کلیک روی هر پیوند، به صفحهٔ مخصوص آن بروید.

## توضیحات
ضبط نام‌ها به فارسی در این فهرست براساس ضبط نام‌ها در تاریخ تمدن جلد دوم یونان باستان نویسنده: ویل دورانت، سرویراستار محمود مصاحب است.

## آ
- آئروپه، (به یونانی: Αερόπη) دختر کاترئوس (پادشاه کرت).
- آئیتس، (به یونانی: Αἰήτης)، پادشاه کولخیس.
- آپولون، (به یونانی: Ἀπόλλων, Apóllōn؛ یا Ἀπέλλων, Apellōn)، خدای روشنایی (خورشید)، هنرها و پیشگویی در یونان باستان.
  - آپولو.
  - فویبوس
- آتالانته، (به یونانی: Αταλάντη)، باکرهٔ شکارچی.
- آتاماس، (به یونانی: Αθάμας)، پسر آیولوس.
- آترئوس، (به یونانی: Ατρεύς)، پادشاه موکنای.
- آتلانتیس، (به یونانی: Ἀτλαντὶς νῆσος)، جزیره‌ای افسانه‌ای در آن سوی ستون‌های هرکول در اقیانوس اطلس.
- آتنه، (به یونانی: Άθηνά, Athēnâ، یا Ἀθήνη, Athénē) الههٔ نگهبان آتن در یونان باستان و ایزدبانوی خرد، فرزانگی و جنگ.
  - آتنا
- آتیس، (به انگلیسی: Atys)، خدای حاصلخیزی.
- آخایوس، (به یونانی: Ἀχαιοί, Akhaioi)، پسر کوتوس.
- آخیلس، (به یونانی: Αχιλλεύς)، بزرگ‌ترین پهلوان یونانیان در جنگ تروا.
  - آخیلئوس
    - آشیل
- آخرون، (به یونانی: Αχέρων)، رودی در جهان زیر زمین.
- آدراستوس، (به انگلیسی: Adrastus)، پسر تالائوس و لوسیماخه.
- آدمتوس، (به یونانی: æd 'mi: təs)، پادشاه فرای.
- آدونیس، (به انگلیسی: Adonis)، نماد طبیعت و تجدید حیات سالانهٔ آن.
- آرتمیس، (به یونانی: Ἄρτεμις)، الههٔ باکرهٔ شکار و تیر و کمان.
  - دیانا،
- آرس
- آرگو، کشتی یاسون.
- آرگوس، (به یونانی: Άργος)، جانور بزرگی که چشمان بسیاری در بدن داشت.
  - آرگوس صدچشم،
- آرگونوت‌ها، (به یونانی: Αργοναύται)، گروه پهلوانان همراه یاسون.
- آریادنه، (به انگلیسی: Ariadne)، دختر مینوس (پادشاه کرت).
- آریون، (به انگلیسی: Arion)، نوازندهٔ افسانه‌ای یونان.
- آستارته، (به انگلیسی: Astarte)، الههٔ باروری و زیبایی.
- آستواناکس، (به یونانی: Ἀστυάναξ)، پسر کوچک هکتور و آندروماخه.
- آسکالافوس، (به انگلیسی: Ascalaphus)، پسر آخرون.
- آسکلپیوس، (به یونانی: Ἀσκληπιός)، خدای پزشکی و درمان.
- آشیل
- آفرودیته، (به یونانی: Αφροδίτη)، خدای عشق.
- آکونتیوس، (به انگلیسی: Acontius)، جوانی فقیر و عاشق کودیپه.
- آگاممنون، (به یونانی: Ἀγαμέμνων)، رهبر یونانیان در جنگ تروا.
- آگاوه، (به انگلیسی: Agave)، دختر کادموس و هارمونیا.
- آلکستیس، (به انگلیسی: Alcestis)، دختر پلیاس و آناکسیبیا.
- آلکمنه، (به انگلیسی: Alcmena)، دختر آلکتروئون و آناکسو.
- آلکینوئوس، (به انگلیسی: Alcinous)، پادشاه فایاکی‌ها.
- آمازون‌ها، (به یونانی: Αμαζόνες)، قبیله‌ای از زنان جنگ‌جو.
- آمفیتروئون، (به انگلیسی: Amphitryon)، پسر آلکایوس و شوهر آلکمنه.
- آمفیون، (به انگلیسی: Amphion)، پسر زئوس و آنتیوپه.
- آمون، (به انگلیسی: Amon)، از خدایان مصر قدیم.
- آنتایوس، (به انگلیسی: Antaeus)، غول لیبوا.
- آنتیگونه، (به یونانی: Αντιγόνη)، دختر اودیپ و یوکاسته.
- آنتیوپه (ملکه آمازون‌ها)، (به انگلیسی: Antiope)، ملکهٔ آمازون‌ها.
- آنتیوپه (مادر آمفیون)، (به انگلیسی: Antiope)، دختر نوکتئوس.
- آنخیسس، (به انگلیسی: Anchises)، پسر کاپوس.
- آندروماخه، (به یونانی: Ανδρομαχη)، همسر هکتور.
- آندرومده، (به یونانی: Ανδρομέδη)، دختر کفئوس و کاسیوپه.
- آنوبیس، ایزد مرگ و مردگان و تدفین
- آوگیاس، (به یونانی: Αυγείας)، پادشاه الیس.
- آیاس، (به یونانی: Αυγείας)، پسر تلامون و پریبویا.
- آیتلیوس، (به انگلیسی: Aethlius)، پسر زئوس (یا آیولوس) و پروتوگنیا.
- آیسون، (به انگلیسی: Aethlius)، پسر کرتئوس و تورو.
- آیگئوس، (به یونانی: Aéγeús)، پادشاه آتن.
- آیگیستوس، (به انگلیسی: Aegisthus)، پسر توئستس از دختر خودش پلوپیا.
- آینیاس، (به یونانی: Αινείας, Aineías)، از قهرمانان تروا.
- آیولوس، (به یونانی: Αἴολος)، پادشاه جزیرهٔ شناور آیولیا.

## ا
- ائوترپه، (به انگلیسی: Euterpe)، موز نی‌نواز.
- ائوروپه، (به یونانی: Ευρώπη)، دختر آگنور و تلفاسا.
- ائورودیکه،(به یونانی: Ευρυδίκη)، زن اورفئوس.
- ائوروس، (به انگلیسی: Eurus)، فرزند آسترایوس و ائوس (خدایان آسمان).
- ائوروستئوس، (به انگلیسی: Eurystheus)، پسر ستنلوس و نیکیپه.
- ائورونومه، (به انگلیسی: Eurynome)، دختر اوکئانوس و تتوس.
- ائوفروبوس، (به انگلیسی: Euphorbus)، پسر پانتوئوس.
- ائومایوس، (به انگلیسی: Eumaeus)، خوک‌چران وفادار اودوسئوس.
- ائومنیدس، (به یونانی: Ερινύες)، الاهگان انتقام.
  - ارینوئس،
- ابوالهول، (به انگلیسی: Sphinx)، هیولای بالدار با سر زن و بدن شیر.
  - سفینکس،
- اپیگون‌ها، (به یونانی: Ἐπίγονοι)، پسران مخالفان هفت‌گانهٔ تب.
  - اپیگونوی
- اپیمتئوس، (به یونانی: Ανδρομαχη)، پسر یاپتوس و کلومنه.
- اتئوکلس، (به انگلیسی: Eteocles)، پسر اودیپ و یوکاسته.
- اخو، (به یونانی: Ἠχώ)، از الاهگان کوه هلیکون و مظهر پژواک.
- آخیلس، (به یونانی: Άχιλλεύς)بزرگ‌ترین پهلوان یونانیان در جنگ تروا.
- اراتو، (به انگلیسی: Erato)، موز غزل و ترانه.
- اربوس، (به یونانی: Έρεβος)، تاریکی.
- ارختئوس، (به انگلیسی: Erechtheus)، پادشاه افسانه‌ای آتن.
- اروس، (به یونانی: Ἔρως)، خدای عشق.
- اریس، (به یونانی: Έρις)، الههٔ نفاق و کشمکش.
- اطلس، (به یونانی: Ἄτλας)، پسر یاپتوس و کلومنه.
- اکیدنا
- الکترا، (به انگلیسی: Electra)، دختر آگاممنون و کلوتایمنسترا.
- الوسیون (به یونانی: Ἠλύσια πεδία)، سرزمین مردگان جاوید.
  - کشتزار الوسیون
    - جزایر خجستگان
- اندومیون، (به انگلیسی: Endymion)، بنیانگذار الیس.
- اودیسئوس، (به یونانی: Ὀδυσσεύς)، از قهرمانان یونان در جنگ تروا و مبتکر اسب چوبی.
  - اودوسئوس
    - اولیس
- اودیپ، (به یونانی: Οἰδίπους)، یگانه پسر لایوس و یوکاسته.
  - اویدیپوس
- اودیسه
- اورانوس، (به یونانی: Οὐρανός)، خدای آسمان‌ها.
- اورانیا، (به یونانی: Ουρανία)، موز نجوم.
- اورستس، (به یونانی: Ὀρέστης)، پسر آگاممنون و کلوتایمنترا.
- اورفئوس، (به یونانی: Ορφεύς;)، پسر اویگاروس و کالیوپه.
  - اورفه،
- اوزیریس، (به یونانی: Usiris)، خدای جهان زیر زمین در دین مصر باستان.
- اوکئانوس، (به یونانی: Ωκεανός)، خدای اقیانوسها.
  - اقیانوس،
- اوکئانیدها، (به انگلیسی: Oceanids)، دختران اوکئانوس و تتوس.
- اولمپیان، خدایانی که در المپ مأوا داشتند.
  - دوازده خدای المپ‌نشین
    - خدایان المپی
- اونیروس، (به انگلیسی: Oneiros)، الههٔ رؤیا در دین یونان باستان.
- اوینئوس، (به انگلیسی: Oeneus)، شاه کالودون.
- اوینومائوس، پسر آرس و هارپنا.
- ایریس، (به یونانی: Ανδρομαχη)، حامل پیام خدایان.
- ایرنه، (زبان یونانی: Εἰρήνη)، الهه صلح
- ایسماروس، (به یونانی: Ἴσμαρος)، ناحیه‌ای در یونان باستان.
- ایسمنه، (به انگلیسی: Ismene)، دختر اویپ و یوکاسته.
  - ایسمن،
- ایسیس، (به انگلیسی: Isis)، الههٔ طبیعت در مصر باستان.
  - ایزیس،
- ایفیگنیا (ایفیژِنی)، (به یونانی: Ανδρομαχη)، دختر بزرگ آگاممنون و کلوتایمنسترا.
  - ایفیژِنی (به فرانسوی: Iphigénie)،
- ایکاروس، (به یونانی: Ἴκαρος)، پسر دایدالوس.
- ایکمالیوس، (به انگلیسی: icmalius)، صنعت‌گری که ایوان پنلوپه را ساخت.
- ایلوس، (به انگلیسی: Ilus)، بنیان‌گذار شهر ایلیون (تروا).
- ایلیتویا، (به انگلیسی: Eileithyia)، الههٔ وضع حمل در یونان باستان.

## ب
- باکخوس، (به یونانی: Βάκχος) فرزند زئوس و سمله بود.
  - باکوس
- برساووش، این نام از نام یونانی پرسئوس گرفته شده که در اساطیر یونانی قهرمانی است که مدوسا را کشت.
- بریسئیس، (به یونانی: Βρισηίς)، دختر بریسئوس و معشوقه تروایی آخیلس.
- بلروفون (به یونانی: βελλεροφῶν)، پسر گلاوکوس (پادشاه افورا).
  - بلروفونتس
- بندیس (به انگلیسی: Bendis)، الهه ماه مردم تراکیا.
- بورئاس (به یونانی: Βορέας)، خدای باد شمال.
- بیا (به یونانی: βία)، الههٔ تندخویی، زورگویی، نیرو و توان

## پ
- پاتروکلوس
- پارتنوپئوس
- پارکها
- پارناس
- پاریس
- پاسیفائه
- پاکتول
- پالادیون
- پالاس (تیتان پالاس و لقب کشنده او آتنا الههٔ خرد)
- پالامد
- پالس
- پالمون
- پالیک
- پالینور
- پان
- پاناسه
- پانته
- پانته زیله
- پانداروس
- پاندروزوس
- پاندورا
- پاندیون
- پترلاس
- پردیکس
- پرسفون
- پرگام
- پرنست
- پاناکیا
- پاندورا اولین زن، زئوس او را آفرید تا انتقام از بشر ساخته پرومتئوس بگیرد و او را به اپی متئوس هدیه کرد.
- پرسئوس مشهور به گرگن کش
- پرسفون دختر دیمیتر. چون شش دانه انار در قلمرو مردگان خورده بود، مقدر شد که شش ماه دوم سال را در قلمرو هادس خدای مردگان بگذراند.
- پروتوگونوس
- پروکروستس
- پرومتئوس، (به یونانی: Προμηθεύς). یکی از تیتان‌ها؛ پسر یاپتوس و کلومنه (یا تمیس).
- پروزرپین
  - پرومته
- پرویتوس
- پروکریس
- پروکنه
- پرومته
- پریاپوس
- پریاموس
- پشم زرین
- پگاسوس، اسب بالدار
- پلئوس
- پلوتوس
- پلوپس
- پلیاس
- پنتئوس
- پنلوپه
- پوتون
- پوزئیدون پسر کرونوس و رئا، برادر زئوس و هادس. در تقسیم جهان پس از شکست کرونوس سروری و خدایی دریاها سهم او شد.
  - نپتون
    - نپتونوس
- پورها
- پوگمالیون
- پولادس
- پولودوروس (پسر پریاموس)
- پولودوروس (پادشاه تب)
- پولیفموس
- پولوکس
  - پولودئوکس
    - کاستور
- پولوکسنا
- پولومنستور
- پولومنیا
- پولونیکس
- پیریتوس

## ت
- تارتاروس (به یونانی: Τάρταρος)، عمیق‌ترین نقطهٔ هادس است.
- تالتوبیوس (به یونانی: Ταλθύβιος) پیک آگاممنون در جنگ تروا است.
- تالیا
- تایفون (به یونانی: Τυφῶν) که تایفوئیوس (Τυφωεύς) هم نامیده می‌شود نام هیولایی در اسطوره‌های یونان بوده‌است.
- تاموریس (به انگلیسی: Thamyris)، پسر فیلامون و آراگیوپه است.
- تاناتوس (به یونانی: θάνατος)، ایزدبانو مرگ است.
- تانتالوس (به یونانی: Τάνταλος)، پسر زئوس و پلوتون (اساطیر روم) است.
- تئیریاس
- تتیس
- ترپسیخوره
- ترسیتس
- تروا جنگ
- تروس
- ترویلوس
- تریپتولموس
- تسئوس
- تسپیوس
- تلامون
- تلماخوس
- تمنوس
- تموز
- تمیس
- توئستس
- توخه
- توندارئوس
- تیتانها

## ج
- جنگ تروا
- جنگل مقدس
- جهان مردگان
- جهنم و جوناس

## چ
- چنگ

## خ
- خائوس (به یونانی: Χάος)، وضعیت ابتدایی پیش از آفرینش.
- خاروبدیس (به یونانی: Χάρυβδις)، گردابی افسانه‌ای در تنگه مسینا.
- خارون (به یونانی: Χάρων)، پسر اربوس و نوکس.
- خاریتس (به یونانی: Charites)، در اسطوره‌های یونان، الاهگان رحمت.
- خروسئیس (به یونانی: Χρυσηΐς)، دختر خروسس.
- خروسس (به یونانی: Χρύσης)، کاهن معبد آپولون در تروا.
- خرونوس (به یونانی: Χρονος) از ایزدان نخستین و تجسم شخصیت زمان

## د
- داردانوس (به یونانی: Δάρδανος)، بنیان‌گذار شهر داردانیا.
- دافنیس (به انگلیسی: Daphnis)، چوپانی از اهالی سیسیل.
- دانائوس (به یونانی: Δαναός)، پادشاه آرگوس
- دئوکالیون (به یونانی: Δευκαλίων)، پسر پرومته و پرونویا.
- دایدالوس (به یونانی: Δαίδαλος)، صنعت‌گر افسانه‌ای یونان.
- دلوس، جزیره‌ای در دریای اژه.
- دمتر (به یونانی: Δημήτηρ)، یکی از اولمپیان و الهه حاصلخیزی.
  - دیمیتر
- دمودوکوس (به انگلیسی: Demodocus)، نوازندهٔ نابینای دربار آلکینوئوس.
- دوروس (به انگلیسی: Dorus)، سر سلسله دوریاییها.
- دولون (به یونانی: Δόλων)، قاصد تروایی.
- دیانیرا (به یونانی: Δῃάνειρα)، زن دوم هراکلس.
- دیدو (به لاتین: Dido)، ملکه افسانه‌ای کارتاژ.
- دیرکه (به یونانی: Δίρκη)، همسر لوکوس.
- دیکه
- دیومدس (پسر آرس) (به انگلیسی: Diomedes)، پادشاه بیستون‌ها در تراکیا.
- دیومدس (پسر تودوئوس) (به یونانی: Διομήδης)، از دلیرترین جنگ‌جوهای یونانی جنگ تروا.
- دیونوسوس
- دیونه (به انگلیسی: Dione)، از الهگان زمینی و معشوقه زئوس.
- دیونیزوس

## ر
- رئا (به یونانی: Ῥέα)، یکی از خدایان خورشید.
- رادامانتوس (به یونانی: Ῥαδάμανθυς)، فرزند زئوس و ائوروپه.
- رومینا (به انگلیسی: Romina)، در اساطیر یونان، خدای طبعیت و سرسبزی

## ز
- زاگرئوس (به انگلیسی: Zagreus)، در اسطوره‌های یونان، خدای مردم کرت.
- زئوس (به یونانی: Ζεύς)، پادشاه خدایان.
- زتوس (به انگلیسی: Zethus)، پسر زئوس و آنتیوپه.
- زفوروس (به یونانی: Ζέφυρος) در اسطوره‌های یونان، مظهر باد غرب.

## س
- ساتیرها (به یونانی: Σάτυροι)، ارواح جنگل با شکل انسانی و اعضای حیوانی.
- سپرخئوس (به یونانی: Σπερχειός)، خدای رود تسالی.
- ستنلوس (به انگلیسی: Sthenelus)، پسر پرسئوس و آندرومده.
- ستوکس (به یونانی: Στύξ)، الهه بزرگ‌ترین رود هادس.
- پرندگان ستومفالوسی (به یونانی: Στυμφαλίδες ὄρνιθες)، پرندگان مهاجم به سواحل ستومفالوس.
- سربروس (به انگلیسی: Cerberus)، نگهبان جهان مردگان.
- سکولا (به یونانی: Σκύλλα)، هیولای دریایی تنگه مسینا.
- سلنه (به یونانی: Σελήνη)، الهه ماه.
- سمله (به انگلیسی: Semele)، معشوقه زئوس.
- سیکلوپها (به یونانی: Κύκλωψ)، غول‌هایی با یک چشم در وسط پیشانی.
  - کوکلوپس‌ها
- سیرن (به یونانی: Σειρήν)، پری دریایی با صدایی فریبنده.
- سیلنوس (به یونانی: Σειληνοί)، کهن‌سال‌ترین همراه ماینادها (زنان مرید دیونیسوس).
- سینیس

## ش
- شیر نیمیان
- شیمر

## ع
- ایشتار

## ف
- فایاکس (به یونانی: Σχερία)، کشوری در جزیره سخریا.
- فایتون (به یونانی: Φαέθων)، فرزند هلیوس (فوبوس.
- فایدرا (به انگلیسی: Phaedra)، دختر مینوس و پاسیفائه.
- فریکسوس (به یونانی: Φρίξος)، پسر آتاماس و نفله.
- فویبه (به یونانی: Φοίβη)، دختر اورانوس و گایا.
- فیلوکتتس (به یونانی: Φιλοκτήτης)، پسر پویاس و دموناسا.
- فوبوس (به یونانی: Φοίβος)، خدای خورشید.
- فُبوس مظهر ترس و وحشت.

## ق
- قنطروس
  - کنتاورها

## ک
- کادموس (به یونانی: Κάδμος)، بنیان‌گذار شهر تب .
- کاساندرا (به یونانی: Κασσάνδρα)، دختر پریاموس و هکابه.
- کالوپسو (به یونانی: Καλυψώ)، یک پری دریایی که به اودوسئوس دل بست.
- کالیوپه (به یونانی: Καλλιόπη)، موز شعر حماسی.
- کرئون (پادشاه تب) (به یونانی: Κρέων)، پادشاه تب.
- کرئون (پادشاه کورنت) (به یونانی: Κρέων)، پادشاه کورنت.
- کرها (به یونانی: Κῆρες)، ارواح مرگ.
- کرونوس (به یونانی: Κρόνος) پادشاه تیتان‌ها.
- كريتوس

الگو:يوناني
قاطل خدايان يونان پسر زئوس بزرگ
- کسوتوس (به یونانی: Ξοῦθος)، پسر هلن و اورسئیس.
- ککروپس (به یونانی: Κέκροπας)، اولین پادشاه و بنیان‌گذار شهر آتن.
- کلوتایمنسترا (به یونانی: klaɪtəm'nɛstɹə)، دختر توندائوس و لدا.
- کلیمنه(به انگلیسی: Clymene)، دختر اقیانوس و تتیس.
- کلیو (اسطوره) (به یونانی: Κλειώ)، موز تاریخ.
- کوبله (به انگلیسی: Cybele)، مادر خدایان و مطابق رئا در دین یونانی.
- کودروس (به یونانی: Κόδρος)، پادشاه آتن.
- کودیپه (به یونانی: Κυδίππη)، همسر آکونیتوس.
- کورونیس (به یونانی: Κορωνίς)، یکی از معشوقه های آپولون.
- کیرکه (به یونانی: Kírkē)، دختر هلیوس و پرسه.
- کیرن (به یونانی: Χείρων)، معروف‌ترین و نیرومندترین سانتور.

## گ
- گانومده، (به یونانی: Γανυμήδης) ساقی خدایان.
- گایا، (به یونانی: Γαîα)، (به انگلیسی: Gaia) ایزدبانوی زمین.
- گراس، (به یونانی: Γῆρας) خدای پیری.
- گروئون، (به یونانی: Λαοκόων) غولی با سه سر و بدن سه شاخه.

## ل
- لئاندر، (به یونانی: Λαοκόων) عاشق هرو کاهنه معبد آفرودیته.
- لالوداماس، (به یونانی: Ἐτεοκλῆς) پادشاه تب.
- لائودیکه،(به انگلیسی: Laodice) دختر پریاموس و هکابه.
- لائوکوئون، (به یونانی: Λαοκόων) کاهن پوسیدون در تروا.
- لائومدون، (به انگلیسی: Laomedon) پادشاه تروا.
- لابداکوس، (به یونانی: Λάβδακος) پسر پولودوروس و پادشاه تب.
- لاپیت‌ها، (به یونانی: Λαπίθαι) از اقوام یونانی.
- لایوس، (به انگلیسی: Laius) پادشاه تب.
- لایکائون، (به انگلیسی: Lycaon) پادشاهی آرکادی که با پسرانش به سبب پیشنهادی که او به ژوپیتر کرد به صورت گرگ درآمدند. دربارهٔ لایکائون نقل شده همنوعان خود را می‌پخت که تبدیل به گرگ شد. روزی زئوس به عنوان مسافری گمنام به دربار شاه لیکائون بدجنس پا گذاشت. شاه زئوس را شناخت و تصمیم گرفت زئوس خدای خدایان را نابود کند و خود بر جای خدای خدایان تکیه زند اما زئوس با ترفندی گریخت؛ قصر شاه را ویران کرد و او را محکوم کرد تا بقیهٔ عمر خود را در قالب یک گرگ زندگی کند.

او پنجاه و یک پسر داشت و زئوس همهٔ آن‌ها را با صاعقه کشت.
لایکائون، زئوس را به شام دعوت کرد. اما شاه کاملاً مطمئن نبود که او حتماً زئوس باشد؛ بنابراین برای امتحان قدرتش؟ سعی کرد به او گوشت آدم بخوراند. زئوس از کوره دررفت و پسران او را کشت و خود او را به گرگ تبدیل کرد؛ و جالب است بدانید که خاستگاه واژهٔ lycanthrope که در توصیف پدیدهٔ گرگ انسان به کار می‌رود از نام این پادشاه گرفته شده‌است.
- لتو، (به انگلیسی: Leto) معشوقه زئوس.
- لته، (به یونانی: λήθη;) رود فراموشی.
- لدا، (به یونانی: Λήδα) ملکه اسپارت.
- لوتوفاگ‌ها، (به یونانی: Λωτοφάγοι) نام قبیله‌ای در ساحل لیبی.
- لوکائون، (به یونانی: Λυκάωνος) پسر پریاموس و لائوتوئه.
- لینوس

## م
- مارسواس، فلوت‌نوازی که بر سر رقابت با آپولون کشته شد.
- متیس، دختر اوکئانوس و تتوس.
- مخالفان هفت‌گانهٔ تب، هفت قهرمان که شهر تب را محاصره کردند.
- مدئا، دختر آئیتس و ایدویا.
- مدوسا
- مدوسا
- مریخ
  - مارس
    - آرس
- مریونوس
- مگارا
- ملئاگر
  - ملئاگروس
- ملپومنه
- منلائوس
- منموسونه
- منوتیوس
- مورتیلوس
- موزها
  - موسای
- موسایوس
- مویرای
  - الاهگان سرنوشت
- مینوتاوروس
- مینوس

مورفئوس

## ن
- نارکیسوس، (به یونانی: Νάρκισσος) پسر کفسیوس و لیریوپه.
- نئوپتولموس، (به یونانی: Νεοπτόλημος) پسر اخیلس و دیدامیا.
- ناوسیکائا، (به یونانی: Ναυσικάα) دختر آلکینوئوس.
- نایادها، پریان رودها و چشمه‌ها و آب‌ها.
  - نایاس‌ها
- نرئیدها، (به یونانی: Νηρηΐδες) پریان دریا.
- نستور،(به یونانی: Νέστωρ) شاه پولوس.
- نمسیس، (به یونانی: Νέμεσις) الههٔ نیک و بد.
- نوتوس، (به انگلیسی: Notus) باد جنوب.
- نیکه، (به یونانی: Νίκη) الههٔ پیروزی.
- نیوبه، (به یونانی: Νιόβη) دختر فورونوس.
- نوکس، (به یونانی: Νύξ) نماد شب.

## و
- ولخانوس
- ونوس

## ه
- هادس، (به یونانی: ᾍδης) خدای جهان زیر زمین.
- هایدرا، (به یونانی: Λερναία Ὕδρα) اژدهای نه سر.
  - هیدرا
- هالیاس، (به یونانی: Βρισηίς) یکی از پنجاه پری دریایی.
- هایمون، (به یونانی: Άιμον) همسر آنتیگونه.
- هبه، (به یونانی: Ἥβη) الههٔ جوانی.
- هرا، (به یونانی: Ἥρα) ملکهٔ آسمان‌ها.
- هراکلس، (به لاتین: Hercules) پسر زئوس و آلکمنه.
- هراکلیدای، (به انگلیسی: Heraclidae) فرزندان هراکلس.
- هرمافرودیته، (به یونانی: ʽἙρμάφρόδιτός) پسر هرمس و آفرودیته.
- هرماینی
- هرمس، (به یونانی: Ἑρμῆς) پیام‌رسان ایزدان.
- هسپریدس، (به یونانی: Ἑσπερίδες) پری‌های محافظ سیب‌های زرین هرا.
- هستیا، (به یونانی: Ἑστία) الهه آتش و اجاق و حامی فعالیت‌های خانه‌داری.
- هفایستوس، (به یونانی: Ἥφαιστος) پسر زئوس و هرا.
  - وولکانوس
- هکابه، (به یونانی: Εκάβη)، (به انگلیسی: Hekabe)، دختر دوماس و متوپه.
  - هکوبا،(به انگلیسی: Hecuba)
- هکاته، (به یونانی: Εκάτη) از الاهگان زیر زمین.
- هکاتونشیر
- هکتور، (به یونانی: Ἕκτωρ) رهبر نیروهای تروا.
- هلنوس، (به یونانی: Ἕλενος) پسر پریاموس و هکابه.
- هلن، (به یونانی: Ἕλλην) پسر بزرگ دئوکالیون و پورها.
- هلنه، (به یونانی: Ἑλένη) دختر زئوس و لدا، زیباترین دختر روی زمین.
- هلیوس، (به یونانی: Ἥλιος) خدای خورشید.
- هله، دختر آتاماس.
- هوپنوس، (به یونانی: Ὕπνος) خداوند خواب.
- هوگیایا، الههٔ تندرستی.
- هورای، (به یونانی: Ὧραι) دختران زئوس و تمیس.
  - ساعت‌ها
- هولاس، (به یونانی: Ὕλας') تئوداماس و منودیکه.
- هولوس، (به یونانی: Ὕλλος) سرکردهٔ هراکلیدای.
- هومنئوس، الههٔ ازدواج.
- هیپودامیا (همسر پلوپس) (به یونانی: Ἱπποδάμεια).
- هیپودامیا (همسر پیریتوس) (به یونانی: Ἱπποδάμεια).
- هیپولوتس، (به انگلیسی: Hippolytus) پسر تسئوس و هیپولوته.
- هیپولیتا، (به انگلیسی: Hippolyte) ملکهٔ آمازون‌ها.
- هیپومنس، (به یونانی: Ἰππομένης) رهبر آرگونات‌ها.

## ی
- یاپتوس
- یاسون، رهبر آرگونوت‌ها.
- یاکخوس
- یو، دختر ایناخوس و ملیا.
- یوپیتر
  - ژوپیتر
- یوکاسته
- یولا، دختر ائوروتوس.
- یولائوس، پسر ایفیکلس و آتومدوسا.
- یون، پسر کسوتوس و کرئوسا.